# プブリウス・セルウィリウス・ウァティア・イサウリクス (紀元前79年の執政官)
プブリウス・セルウィリウス・ウァティア・イサウリクス（Publius Servilius Vatia Isauricus、紀元前134年頃 - 紀元前44年）はプレブス（平民）出身の共和政ローマの政治家・軍人。紀元前79年に執政官（コンスル）、紀元前55年には監察官（ケンソル）を務めた。

## 出自
セルウィリウス氏族はもともと古いパトリキ（貴族）の氏族であるが、共和政末期にはプレブス系の家も活躍しており、セルウィリウス・ウァティア家はプレブス系である。セルウィリウス・ウァティア家はパトリキ系のセルウィリウス氏族であるセルウィリウス・カエピオ家との関係がある。
カピトリヌスのファスティによると、父と祖父のプラエノーメン（第一名、個人名）はそれぞれガイウスとマルクスである。父のガイウスは紀元前115年前後に法務官（プラエトル）としてマケドニア属州総督を務めたガイウス・セルウィリウス・ウァティアであり、祖父マルクスは紀元前181年の執政武官マルクス・セルウィリウス・プレクス・ゲミヌスである。さらに曽祖父は紀元前202年の執政官マルクス・セルウィリウス・プレクス・ゲミヌスである。
そのプラエノーメンから判断して、ウァティアは父ガイウスの長男ではないと思われる。ガイウスの長男は紀元前102年に法務官を務め、シキリア属州総督ルキウス・リキニウス・ルクッルスを追放したガイウス・セルウィリウスと示唆される。ルクッルスの息子であるルキウス・リキニウス・ルクッルス（紀元前74年の執政官）およびマルクス・テレンティウス・ウァッロ・ルクッルスとウァティアは敵対関係にあったことから、この仮説が提唱されている。また、紀元前89年の造幣官マルクス・セルウィリウスもウァティアの兄弟と思われる。
ウァティアの母方の祖父はクィントゥス・カエキリウス・メテッルス・マケドニクスである。この関係を通じ、ウァティアはカエキリウス・メテッルス家と親しかった。

## 経歴

### 初期の経歴
ウァティアは紀元前134年頃に生まれたと思われる。現存する資料に最初に現れるのは、紀元前100年の護民官サトゥルニヌス「一派」の反乱の際である。マルクス・トゥッリウス・キケロはサンクス（en）神殿でサトゥルニヌスに対して武器を取った人々を列挙しているが、この中にウァティアが含まれている。紀元前98年頃には護民官を務め、遅くとも紀元前90年には法務官（プラエトル）に就任したはずである。その後属州総督を務め、紀元前88年にはローマに戻って凱旋式を実施した。凱旋式のファスティにはどこでの勝利かが欠落しているが、現代の歴史家はヒスパニアであると考えている。おそらくウァティアは、ヒスパニア・キテリオル（近ヒスパニア）、ヒスパニア・ウルテリオル（遠ヒスパニア）双方の総督を兼務していたと思われる。
ウァティアの凱旋式は、ローマ最初の内戦である同盟市戦争の直後に実施されている。この戦争で活躍したルキウス・コルネリウス・スッラはカエキリア・メテッラと結婚したため、ウァティアと親戚関係となっていた。ウァティアは紀元前87年の執政官選挙に立候補し、スッラは彼を支援したが、当選することはできなかった。プレブス執政官に当選したのはグナエウス・オクタウィウスであった。その後スッラはバルカン半島に渡り、第一次ミトリダテス戦争を戦う。このときウァティアはイタリアに留まっていたと思われる。2世紀の歴史家グラニウス・ルキニアヌス（en）は、紀元前87年にセルウィリウス氏族の誰かがアリミヌム（現在のリミニ）をマリウス派から防衛しようとしたが、マルクス・マリウス・グラティディアヌス（en）に敗れたと述べている。おそらくこれはウァティアのことと思われる。何れにせよ、マリウス派がローマを占領すると、ウァティアは多くのオプティマテス（門閥派）と共にギリシアへ逃げ、スッラと合流する他なかった。
紀元前83年にスッラはイタリアに上陸し、第二次ローマ内戦が始まった。1世紀初頭の歴史家パテルクルスは、スッラの下で二人のセルウィリウスがレガトゥス（副官）としてクルシウム（en）で戦い、敵軍を蹴散らしたと述べている。このレガトゥスの一人は間違いなくウァティアであるとF. ミュンツァーは指摘している。この勝利の後、ウァティアはスッラ派で重要な地位を占めるようになったが、スッラの恐怖政策には加担しなかった。

### 執政官とキリキア属州総督
紀元前79年には執政官に就任、同僚執政官はアッピウス・クラウディウス・プルケルでウァティアの姪と結婚していた。
執政官の任期完了後、ウァティアは前執政官としてキリキア属州の総督となった。そこでの任務はキリキアとパンフィリアの沿岸を支配していた海賊の討伐であった。紀元前78年の春に、ウァティアはタレントゥム（現在のターラント）から出航した。彼の下にはそのキャリアが始まったばかりのガイウス・ユリウス・カエサルとティトゥス・ラビエヌスがいた。その年の夏および秋はローマおよび同盟都市からなる艦隊の編成に費やし、翌紀元前77年に軍事行動を開始した。
第一段階（紀元前77年 - 紀元前76年頃）では、海賊相手の海戦が中心であり、クレタ島、北アフリカのキュレネ、ギリシア南方の間の広大な海域で戦われた。ウァティアはまずは海賊の艦隊を撃破し、続いてリュキアのファセリス（en）を強襲し、生き残りの海賊達が立て篭もっていた砦も破壊した。有名な海賊の首領であるニコンは捕らえられ、一旦は脱走したものの再び捕らえられたことが知られている。歴史学者はウァティアの指揮下には4個ないし5個軍団に該当する兵力があったと考えており、この兵力を持ってピシディアのオロアンダ、パンフィリアのオリンポスとアッタリアを占領した。この結果、ローマのキリキア属州の領土は西に大きく広がった。ウァティアはキリキアの山岳部をも併合したとの説があり、この場合小アジアの南岸は全てローマの領土となったことになる。
海を平定したウァティアは、続いては内陸部を北に向かった。タウロス山脈の北部斜面に住むイサウリ族、オロンテス族は、ローマ領土に対して略奪を働いていた。ウァティアはカッパドキアを通過したと思われるが、その王アリオバルザネス1世（en）とは適切な条約を結んだと思われる。ローマ軍はイサウリ族の都市古イサウリアを急襲したが、大損害を受けて撃退された。堀はローマ兵の死体で埋まった。このためウァティアは街に水を供給している川を堰き止め、数日の包囲の後に街を占領した。住民は全て奴隷に売られ、古イサウリアは焼かれた。古イサウリアの陥落を知って、新イサウリアの住民はウァティアに対して降伏の用意があると伝えた。ウァティアは新イサウリアへ赴き、捕虜100人を受け取り、脱走兵と武器の供出を求めた。しかし住民はこれに従うことを拒絶したため、ウァティアは新イサウリアを攻撃して陥落させた。これで戦争は終了し、ウァティアは紀元前74年にローマに戻って、二度目の凱旋式を実施した。この勝利を讃えて、ウァティアは「イサウリクス」のアグノーメン（第四名、添え名）を得ている。このアグノーメンは息子（紀元前48年と41年の執政官プブリウス・セルウィリウス・ウァティア・イサウリクス）も引き継いだ。

### 晩年
ローマに戻った時点で、ウァティアは既に60歳前後であったと思われるが、執政官を務めたことまた軍事的勝利により全面的な尊敬を得ていた。F. ミュンツァーは、キケロがウァティアの前で演説を行うときは、常に彼への尊敬を示していたということから、この事実が裏付けられるとしている。ウァティアは元老院に大きな影響を与えた。紀元前70年、ウァティアはシキリア属州での悪政のために告訴されたガイウス・ウェッレス（en）の裁判で裁判官を務めた。この裁判は原告であるキケロが勝利した。紀元前66年、ウァティアは第三次ミトリダテス戦争のためにグナエウス・ポンペイウスを総司令官とするという護民官ガイウス・マンリウス（en）の提案を支持した。ウァティアの古い政敵でミトリダテス6世と戦っていたルキウス・リキニウス・ルクッルスは、ポンペイウスに指揮権を引き渡した。紀元前63年12月3日、元老院ではクーデターに失敗して逮捕されたルキウス・セルギウス・カティリナの支持者達に対する処分が議論された。ウァティアは最初に演説した一人であり、最も厳しい処置を求めた（最終的に執政官キケロが死刑を宣告）。
紀元前63年、最高神祇官（ポンティフェクス・マクシムス）クィントゥス・カエキリウス・メテッルス・ピウスが死去した。遅くとも紀元前76年から神祇官を務めていたウァティアはこの名誉職に立候補した。他の立候補者は、やはり経験を積んだ政治家であるクィントゥス・ルタティウス・カトゥルス・カピトリヌス（紀元前78年の執政官で紀元前65年の監察官）、そして若く按察官（アエディリス）の経験があるだけのガイウス・ユリウス・カエサルであった。プルタルコスによれば、これら三者の人気はほぼ同じだった。しかし、実際の選挙はカエサルの圧勝であり、ウァティアとカトゥルスは合わせても5%の得票しか得られなかった。ウァティアにとってこれは深刻な敗北であった。
紀元前57年、ウァティアはローマから追放されていたキケロ（カティリナ裁判での死刑判決が違法とされた）の追放解除を主張した。まず執政官クィントゥス・カエキリウス・メテッルス・ネポスにそれまでのキケロへの敵意を解くよう説得し、続いてポンペイウスがキケロの帰還を許した。この際に他の神祇官とともに、宗教的問題を解決する必要があった。キケロの邸宅はパラティヌスの丘の上にあったが、キケロを追放した護民官プブリウス・クロディウス・プルケルがそこに自由の女神像を建立していたのである。キケロは元の場所に自分の家を再建しようとしたが、クロディウスはこれを冒涜とした。しかし神祇官は全員一致でキケロを支持した。
紀元前56年、ウァティアはローマに亡命していたプトレマイオス朝エジプトの前ファラオであるプトレマイオス12世の復位を支援することに反対している（しかし翌年にポンペイウス等の支援で復位）。同年5月、キケロの要求に応じて、ウァティアは元老院においてプルケル、続いてシリア属州総督アウルス・ガビニウスおよびマケドニア属州総督ルキウス・カルプルニウス・ピソ・カエソニヌスの解任（両者ともにキケロ追放を支持していた）を求めた。紀元前55年、ウァティアは監察官（ケンソル）に就任。同僚監察官はマルクス・ウァレリウス・メッサッラ・ニゲルであった。彼は洪水後のティベリス川の治水を行った。ルストゥルム（清めの儀式）は実施されなかった。
カエサルがガリアで戦っていたとき、ウァティアがこれを支援していたことは知られている。カエサルとポンペイウスのローマ内戦の際には、ウァティアの息子はカエサルの重要な幕僚の一人であったが、ウァティア自身はローマで平穏に暮らしていた。ウァティアはカエサルが暗殺され、息子がアシア属州から戻った後の紀元前44年夏に死去したが、90歳前後での死であった。

## 子孫
ウァティアには同名の息子があり、紀元前48年と紀元前41年に執政官を務めている。孫娘のセルウィリアは幼少の頃にガイウス・オクタウィウス・トゥリヌス（後の初代皇帝アウグストゥス）と婚約していたが、後に第二回三頭政治のマルクス・アエミリウス・レピドゥスの息子であるマルクス・アエミリウス・レピドゥス（en）と結婚した。

## 評価
現存する資料には、ウァティアの人格に対して高い評価が与えられている。彼の性格は厳格で、しかしながら熟練の成功を収めた将軍であり、正義感を持った公正な総督であった。また、カエサルやラビエヌスといった著名な人物の教師的役割も果たした。
古代の歴史家はウァティアがタウルス山を越えた最初のローマの将軍であることに注目している。元老委員の友人の支援もあり、ウァティアを偉大な征服者との評価を得、後のローマの歴史家達（特にウェッレイウス・パテルクルス）は彼がキリキアを征服したと考えていた。実際にはウァティアは沿岸沿いの細長い地域とイウサリアを征服しただけであり、それらは戦略的にも経済的にも特に重要と言う訳ではなかった。海賊に対する暫定的なものであった。キリキアの海賊はすぐに復活し、さらに大規模となって略奪を行った。

## 小説
ウァティアはコリーン・マッカラの小説"Fortune's Favorites" (1993)の登場人物の一人である。

## 参考資料

### 古代の資料
- ウェッレイウス・パテルクルス『ローマ世界の歴史』
- グラニウス・ルキニアヌス『ローマ史』
- カピトリヌスのファスティ
- カッシウス・ディオ『ローマ史』
- マルコビウス『サトゥルナリア』
- オロシウス『異教徒に反論する歴史』
- プルタルコス『対比列伝』
- マルクス・トゥッリウス・キケロ『アッティクスへの手紙』
- マルクス・トゥッリウス・キケロ『親族への手紙』
- マルクス・トゥッリウス・キケロ『弟クィントゥスへの手紙』
- マルクス・トゥッリウス・キケロ『ブルトゥス』
- マルクス・トゥッリウス・キケロ『家庭について』
- マルクス・トゥッリウス・キケロ『ガイウス・ラビリウスに対する弁護』
- マルクス・トゥッリウス・キケロ『セスティウスに対する弁護』
- マルクス・トゥッリウス・キケロ『フラックスに対する弁護』
- マルクス・トゥッリウス・キケロ『ウェッレス弾劾演説』
- マルクス・トゥッリウス・キケロ『腸卜僧（Haruspex）に対する回答』
- マルクス・ファビウス・クインティリアヌス『弁論家の教育』

### 研究書
- Abramzon M. Roman dominion in the East. Rome and Cilicia (II century BC - 74 CE). - St. Petersburg. : Acre, Humanitarian Academy, 2005. - 256 p. - ISBN 5-93762-045-3 .
- Grimal P. "Cicero." - M .: Young Guard, 1991. - 544 p. - ISBN 5-235-01060-4 .
- Egorov A. "Julius Caesar. Political biography." - St. Petersburg. : Nestor-History, 2014. - 548 p. - ISBN 978-5-4469-0389-4 .
- Utchenko S. J"ulius Caesar." - M .: Thought, 1976. - 365 p.
- Broughton R. "Magistrates of the Roman Republic." - New York, 1952. - Vol. II. - P. 558.
- Münzer F. "Servilii Caepiones" // Paulys Realencyclopädie der classischen Altertumswissenschaft . - 1942. - Bd. II A, 2. - Kol. 1775-1780.
- Münzer F. "Servilius 12" // Paulys Realencyclopädie der classischen Altertumswissenschaft . - 1942. - Bd. II A, 2. - Kol. 1762-1764.
- Münzer F. "Servilius 19" // Paulys Realencyclopädie der classischen Altertumswissenschaft . - 1942. - Bd. II A, 2. - Kol. 1766.
- Münzer F. "Servilius 93" // Paulys Realencyclopädie der classischen Altertumswissenschaft . - 1942. - Bd. II A, 2. - Kol. 1812-1817.
- Münzer F. "Servilius 104" // Paulys Realencyclopädie der classischen Altertumswissenschaft . - 1942. - Bd. II A, 2. - Kol. 1821-1822.